# Ван дер Хейден, Эверт
Эверт ван дер Хейден (нидерл. Evert van der Heijden; 15 октября 1900, Вагенинген — 27 декабря 1959, там же) — нидерландский футболист, игравший на позициях левого полузащитника и левого крайнего нападающего. Наиболее известен как игрок клуба «Вагенинген», в составе которого выступал на протяжении всей карьеры. Единственный в истории игрок «Вагенингена», сыгравший за сборную Нидерландов. В составе сборной сыграл 8 товарищеских матчей, забил один гол.

## Личная жизнь
Эверт родился в октябре 1900 года в городе Вагенинген. Отец — Албартюс Антони ван дер Хейден, мать — Хендрика ван Агелен, оба родителя были родом из Вагенингена. Помимо него, в семье была ещё младшая дочь по имени Мария Адриана, родившаяся в январе 1904 года. Эверт работал плотником.
Умер 27 декабря 1959 года в возрасте 59 лет в Вагенингене. Похоронен 31 декабря на городском кладбище Вагенингена.
В марте 2017 года в честь него одна из улиц Вагенингена получила название Эверт ван дер Хейденстрат.

## Матчи и голы за сборную
| № | Дата           | Оппонент | Д / Г | Счёт | Голы | Соревнование      |
| - | -------------- | -------- | ----- | ---- | ---- | ----------------- |
| 1 | 3 ноября 1929  | Норвегия | Д     | 1:4  | —    | Товарищеский матч |
| 2 | 6 апреля 1930  | Италия   | Д     | 1:1  | —    | Товарищеский матч |
| 3 | 4 мая 1930     | Бельгия  | Д     | 2:2  | —    | Товарищеский матч |
| 4 | 18 мая 1930    | Бельгия  | Г     | 3:1  | —    | Товарищеский матч |
| 5 | 8 июня 1930    | Венгрия  | Г     | 6:2  | 1    | Товарищеский матч |
| 6 | 29 марта 1931  | Бельгия  | Д     | 3:2  | —    | Товарищеский матч |
| 7 | 26 апреля 1931 | Германия | Д     | 1:1  | —    | Товарищеский матч |
| 8 | 3 мая 1931     | Бельгия  | Г     | 4:2  | —    | Товарищеский матч |

Итого: 8 матчей / 1 гол; 1 победа, 3 ничьи, 4 поражения.